# دياز غوميز
دياز غوميز (بالبرتغالية: Dias Gomes‏) هو كاتب مسرحي وكاتب برازيلي، ولد في 19 أكتوبر 1922 في سالفادور في البرازيل، وتوفي في 18 مايو 1999 في ساو باولو في البرازيل بسبب حادث مرور.

## وصلات خارجية
- دياز غوميز على موقع IMDb (الإنجليزية)
- دياز غوميز على موقع قاعدة بيانات الفيلم (الإنجليزية)